# Коловрат-Краковский, Иоганн Карл
Иоганн Карл фон Коловрат-Краковский (нем. Johann Karl, graf von Kolovrat-Krakowsky; 1748—1816) — граф, австрийский фельдмаршал.

## Биография
Иоганн Карл фон Коловрат-Краковский родился в Праге 21 декабря 1748 года, происходил из чешского графского рода.
В военную службу вступил в 1766 году, через два года получил чин капитана 34-го пехотного полка.
В 1778—1779 годах Коловрат-Краковский участвовал в войне за Баварское наследство.
В 1786 году произведён в подполковники.
В войне против турок в 1787—1791 годах Коловрат-Краковский заслужил себе чин полковника 19-го пехотного полка Альвинци, и отличился при штурме Белграда, во время которого ворвался в город, завладел турецкой артиллерией и принудил цитадель к сдаче, в этом сражении был ранен. Произведённый за это отличие 9 октября 1789 года в чин генерал-майора, Коловрат-Краковский был назначен командиром бригады и переведён в наблюдательный корпус князя Гогенлоэ на прусской границе. С января 1792 года перешёл в подчинение генерал-директора артиллерии фельдмаршала Колоредо и стал командиром артиллерийской бригады.
В первой коалиционной войне Коловрат-Краковский в армии австрийского фельдмаршала Клерфе командовал 2-м артиллерийским полком, а в 1795 году он возглавил всю артиллерию этой армии. В знак признания его способностей император Франц 4 марта 1796 года произвёл Коловрат-Краковского в фельдмаршал-лейтенанты. В кампании 1796—1797 годов в Нидерландах и на Рейне Коловрат-Краковский командовал осадной артиллерией при обложении крепости Кель и за отличие был награждён Военным орденом Марии Терезии 2-й степени.
Участвовал во второй коалиционной войне. С 31 июля 1800 года, после отставки фельдцейхмейстера Края, некоторое время командовал разбитой Моро армией в Германии. 28 октября произведён в фельдцейхмейстеры. Отличился в битве при Гогенлиндене. В 1801 году был назначен шефом 36-го пехотного полка и стал членом Гофкригсрата — придворного военного совета.
В 1803 году Иоганн Карл фон Коловрат-Краковский был назначен командующим Богемской армией.
Сражался с французами в кампании 1805 года. В сражении при Аустерлице его корпус оказался на острие главного удара французской армии и был почти полностью уничтожен.
В кампании 1809 года, командуя корпусом, 20 апреля взял Регенсбург. Затем принял доблестное участие в битве под Ваграмом, где прикрывал отступление австрийской армии.
Произведённый 12 сентября 1809 года в фельдмаршалы, он, по расстроенному здоровью, не смог принять участие в дальнейших военных действиях. В Шестую коалиционную войну он занимался организацией госпиталей и оказания помощи раненым солдатам как союзников, так и их противников.
6 мая 1816 года награждён орденом Леопольда 1-й степени.
Иоганн Карл фон Коловрат-Краковский скончался в городе Праге 5 июня 1816 года.